# Dacnis à plumets jaunes
Espèce
Statut de conservation UICN

 LC  : Préoccupation mineure
Répartition géographique
Le Dacnis à plumets jaunes (Dacnis egregia) est une espèce de passereaux de la famille des Thraupidae.

## Répartition
Cet oiseau peuple les forêts humides du Chocó-Magdalena et les vallées du río Cauca et Magdalena.